# 马新民
马新民（1964年11月—），中华人民共和国外交官，曾任中华人民共和国驻苏丹共和国特命全权大使。

## 生平
1993年，进入中华人民共和国外交部工作，先后在外交部条约法律司、中英联合联络小组中方代表处、外交部驻香港特别行政区特派员公署、中央人民政府驻香港特别行政区联络办公室任职。2007年，任驻美国大使馆参赞。2011年，任外交部条约法律司参赞。2014年，升任外交部条约法律司副司长。2019年1月，出任中华人民共和国驻苏丹大使。2022年12月，自驻苏丹大使离任，改任外交部条约法律司司长。2025年4月，卸任司长一职。

## 家庭
已婚，有两子。

## 荣誉

### 外国勋章奖章
- 一等两尼罗河勋章（苏丹，2022年12月12日于喀土穆颁发[5]）